# Уланов Геннадій Іванович
Геннадій Іванович Уланов (7 листопада 1929, село Федотово Первомайського району, тепер Нижньогородської області, Російська Федерація — 23 вересня 2018, місто Калуга, Російська Федерація) — радянський діяч, 1-й секретар Калузького обласного комітету КПРС. Кандидат у члени ЦК КПРС у 1986—1990 роках. Депутат Верховної Ради СРСР 11-го скликання.

## Життєпис
Народився в родині службовців. У 1947—1952 роках — студент механічного факультету Горьковського політехнічного інституту.
У 1952—1958 роках — інженер-технолог, старший інженер, заступник начальника цеху, начальник цеху Калузького електромеханічного заводу.
Член КПРС з 1956 року.
У 1958—1961 роках — директор заводу пірометричних приладів «Калугаприлад».
У жовтні 1961 — січні 1963 року — завідувач промислово-транспортного відділу Калузького обласного комітету КПРС.
У січні 1963 — грудні 1964 року — секретар Калузького промислового обласного комітету КПУ — голова промислового обласного комітету партійно-державного контролю. Одночасно, заступник голови виконавчого комітету Калузької промислової обласної ради депутатів трудящих. У грудні 1964 — 1965 року — секретар Калузького обласного комітету КПУ — голова обласного комітету партійно-державного контролю.
У 1965—1983 роках — секретар Калузького обласного комітету КПРС.
У 1971 році закінчив заочну Вищу партійну школу при ЦК КПРС.
У липні — 9 грудня 1983 року — 2-й секретар Калузького обласного комітету КПРС.
9 грудня 1983 — 27 лютого 1990 року — 1-й секретар Калузького обласного комітету КПРС.
З лютого 1990 року — персональний пенсіонер союзного значення в місті Калузі.
У 1992—2004 роках — заступник керівника, старший інспектор Департаменту Федеральної державної служби зайнятості населення Російської Федерації по Калузькій області.
Помер 23 вересня 2018 року в Калузі.

## Нагороди і звання
- три ордени Трудового Червоного Прапора
- орден Дружби народів
- медалі
- Почесна грамота Президії Верховної Ради РРФСР
- Почесна грамота Федеральної служби зайнятості населення Російської Федерації
- медаль «За особливі заслуги перед Калузькою областю» III і II ст.
- Почесний громадянин Калузької області (25.03.2004).